# Gefle (1847)
Gefle, officiellt HM Ångkorvett Gefle, var en ångkorvett i svenska Kungliga flottan. Gefle byggdes på Karlskronavarvet och sjösattes 1 december 1847. Hon var Sveriges första propellerdrivna stridsfartyg, och en av de första skruvångkorvetterna i världen. Ångkorvetten kunde gå enbart med segel genom att propellern lyftes rakt upp i en brunn.

## Utformning
Gefle var 52,5 m lång, 9,8 m bred och hade ett djupgående på 5,1 m. Fartyget var bartacklat d.v.s hade tre master med rår på de två förliga masterna. Seglen var ännu den främsta framdrivningsmetoden och Gefle kunde därför föra en segelyta på 1.005 m². Under segel kunde hon göra dryga 12 knop. Maskineriet bestod av 4 st eldrörpannor som generande ånga till en ligganda Motala-ångmaskin. Maskineriet utvecklades tillsammans cirka 400 indikerade hästkrafter vilket gav fartyget en maxfart på 9,1 knop under maskin. Bestyckningen bestod från början av 4 st 60-pundiga (20,2 cm) bombkanoner, 4 st 30-pundiga (16,7 cm) kanoner samt 2 st 8-pundiga (10,8 cm) kanoner. Gefle hade en besättning på 169 man.

## Historia
När 1844-45 års riksdag anslog medel för byggandet av det första större örlogsfartyget med ångmaskin helt byggt i trä, beslöt man att det skulle förses med en skruvpropeller konstruerad av uppfinnaren John Ericsson. Fartyget, som fick namnet Gefle, blev därmed ett av världens första örlogsfartyg med propeller. USA och Storbritannien fick sina första propellerdrivna fartyg 1843 och Frankrike först 1845.
Gefle ombestyckades 1863 då två av bombkanonerna ersattes med ytterligare två 30-pundiga kanoner och kanonraderna togs bort. 1874 blev bestyckningen ändrad till en 60-pundig bombkanon, en 30-pundig kanon och sex 12-pundiga (12,2 cm) kanoner. Redan året därpå ändrades bestyckningen igen, nu till två 30-pundiga och sex 12-pundiga kanoner.
Fartyget genomförde flera längre utlandsexpeditioner, bl.a. 1864-1865 till Medelhavet och Västafrika och 1867-68 åter till Medelhavet. Under den senare expeditionen bereddes hon ett unikt tillfälle till samövning med en brittisk eskader. Under fransk-tyska kriget 1870-71 sändes Gefle till Le Havre för att vara till hjälp för i Frankrike boende svenskar.
Den tekniska utvecklingen gick dock snabbt under de decennier som Gefle var i aktiv tjänst. År 1882 uttogs maskineriet och året därpå togs även bestyckningen bort, varefter hon främst användes som skolskepp liggande vid kaj. Hon utrangerades 1890 och höggs upp en kort tid därefter.